# Phrygionis incolorata
Phrygionis incolorata är en fjärilsart som beskrevs av Louis Beethoven Prout 1910. Phrygionis incolorata ingår i släktet Phrygionis och familjen mätare. Inga underarter finns listade i Catalogue of Life.